# Марио Монти
Марио Монти (итал. Mario Monti; Варезе, 19. март 1943) је италијански политичар, економиста, академик и налазио се на функцији премијера Италије од 16. новембра 2011. године до 28. априла 2013. године.
Од 1994. године председник је Универзитета Бокони, а између 1995. године и 2004. године био је европски комесар.
Од 2010. године председава европску Трилатералну комисију, групу нео-либералне оријентације, која је основана 1973. године од стране Дејвида Рокфелера. Монти је такође члан Управног одбора Билдерберг групе.
Од 2005. године, члан је Научног саветодавног већа Голдман Сакса за међународно тржиште и саветник је Кока-кола компаније.

## Премијер Италије
Будући да влада Силвиа Берлусконија, није могла да претрпи удар финансијске кризе и јавног дуга, Монти је био међу фаворитима за састављање нове владе, која би спровела економске реформе које је тражила ЕУ од Италије.
Дана 9. новембра 2011. године председник Италије Ђорђо Наполитано, именовао је Монтија за доживотног сенатора. Следећег 13. новембра после оставке премијера Берлусконија, Наполитано га предлаже за мандатара премијера и даје му задатак за формирање нове владе.
16. новембра Монти представља нову владу и подноси заклетву верности Уставу председнику Наполитану, који га именује за премијера. 17. и 18. новембра Монтијева технократска влада добија пуну подршку у оба дома италијанског Парламента. Монти такође обавља и функцију министра финансија и економије у новој влади.
Ангажовао се на парламентарним изборима 2013. као лидер ново-основане странке Грађански избор чији је лидер.